# Badami Bagh
Badami Bagh (en cachemir: বাদামি বাগ ) es una localidad de la India en el distrito de Srinagar, estado de Jammu y Cachemira.

## Geografía
Se encuentra a una altitud de 1 594 m s. n. m. a 9 km de la capital estatal, Srinagar, en la zona horaria UTC +5:30.

## Demografía
Según estimación 2010 contaba con una población de 22 933 habitantes.